# Регіональний ландшафтний парк «Зуївський»
Зуївський регіональний ландшафтний парк — регіональний ландшафтний парк в Україні, в межах Донецької області.

## Території парку
До складу регіонального ландшафтного парку (РЛП) увійшли природні території, що відзначаються особливою привабливістю, науковою та природоохоронною цінністю. Це лісове урочище «Липове», балка біля села Ведмежого, Зуй-гора, долини річок Кринки та Вільхової, відслонення скельних гірських порід, степові ділянки і лісові масиви Макіївського лісництва.
Загальна площа парку становить 1532,6629 га.

## Рослинність
Рослинність представлена в основному різнотравно-типчаково-ковиловими степами та їх петрофільним варіантом. На кам'янистих ділянках степу поширені чебречники з наявністю деревію тонколистого, полину Маршалла, бедринця крейдяного, перлівки трансільванської. Під скелями ростуть три рідкісних види папоротей. По Липовій балці та схилах Зуй-гори поширені дубові ліси, серед яких є рідкісні формації, що підлягають охороні. Всього у межах РЛП виявлено 509 видів рослин, у тому числі багато ендемічних та реліктових. Тому 36 видів з них підлягають особливій охороні. Це дуже цінний куточок Донеччини щодо рослинного світу і ландшафту загалом.
Територія ландшафтного парку має значний рекреаційний потенціал. І це насамперед пов'язано з районом селища Зуївка, де унікально поєдналися геологічні, геоморфологічні, гідрографічні та біологічні особливості, які у всі часи привертали до себе увагу любителів природи, туризму та альпінізму.
Створення регіонального ландшафтного парку «Зуївський» відкриває можливості організованого відпочинку, спортивно-оздоровчих та рекреаційних заходів та дозволяє забезпечити збереження та раціональне використання природних об'єктів.

## Парк під час військових дій
Територія постраждала під час військових дій (див. екологічні наслідки війни на сході України). У 2015 самопроголошена влада ДНР скасувала плату за вхід і всі платні послуги, що призвело до збільшення числа відпочивальників, збільшення сміття, яке вони залишають і відсутності коштів в адміністрації парку на його вивезення. До цього вхід до парку складав невелику суму, яка, дозволяла утримувати територію в чистоті. Існували обладнані місця для відпочинку, туалети, на пляжі завозили пісок. За окремі гроші можна було замовити казанок для приготування їжі на багатті, або дрова, щоб відпочивальники не вирубували дерева. З 2015 кошти з бюджету на ці цілі не виділяються. Немає грошей навіть на мішки для сміття. 2017-го ЗМІ повідомили, що на території парку почався нелегальний видобуток вугілля із «копанок», що, вочевидь, порушує екологічний баланс місця. Парк приходить в зубожіння.

## Галерея

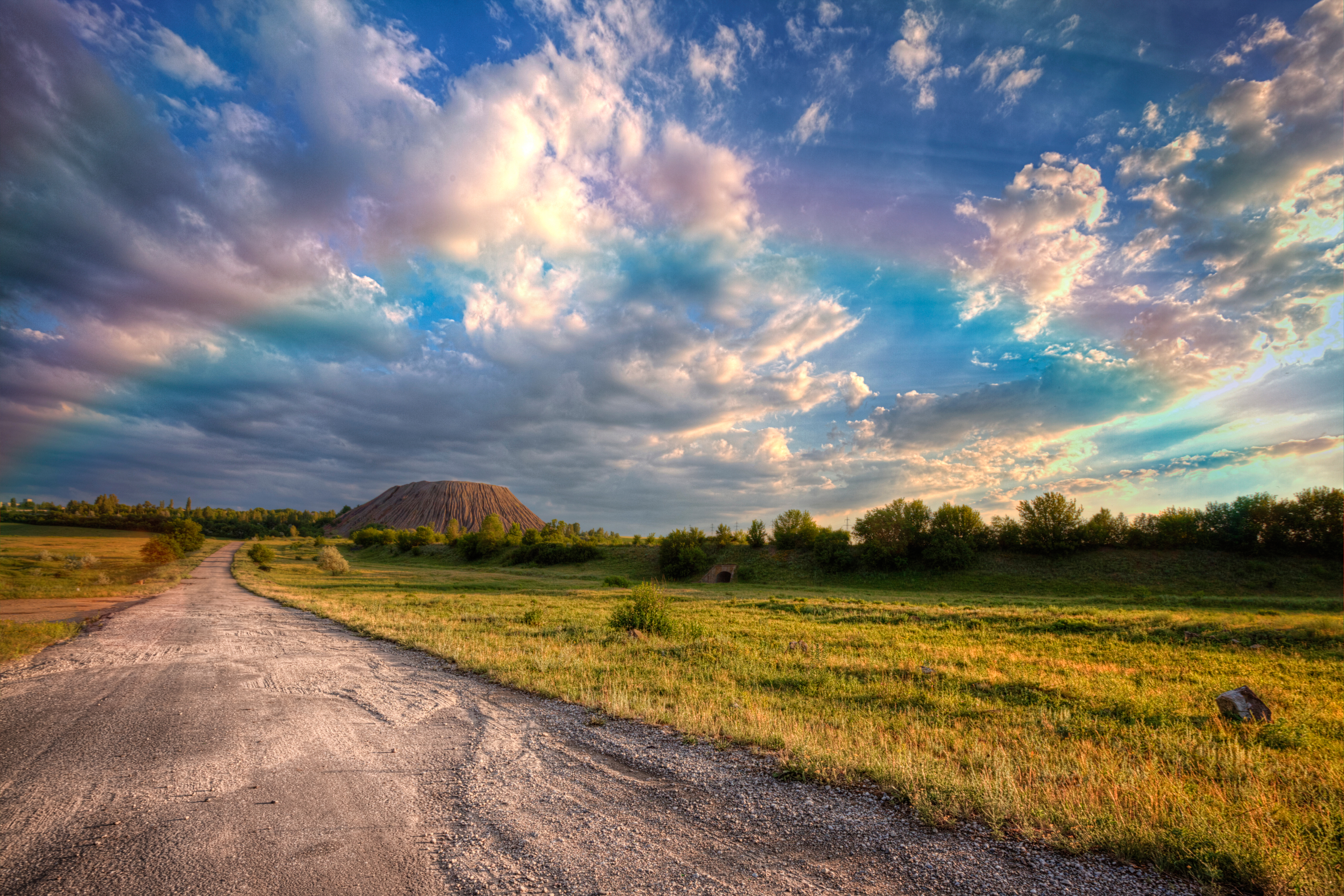
Шлях до терикону з веселкою біля річки Кринка. 2 червня 2016 року
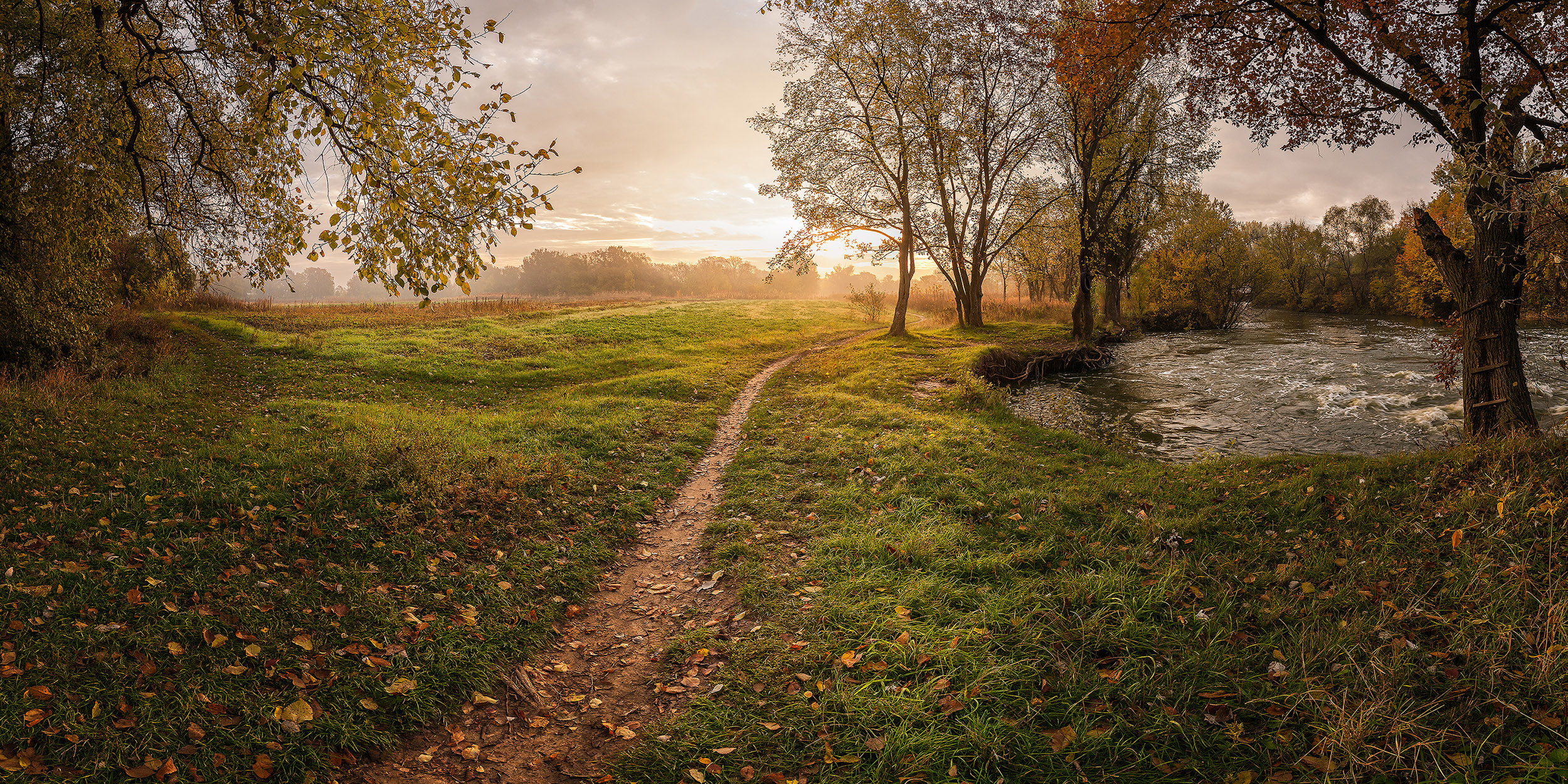
Регіональний ландшафтний парк Зуївський. 11 жовтня 2013 року
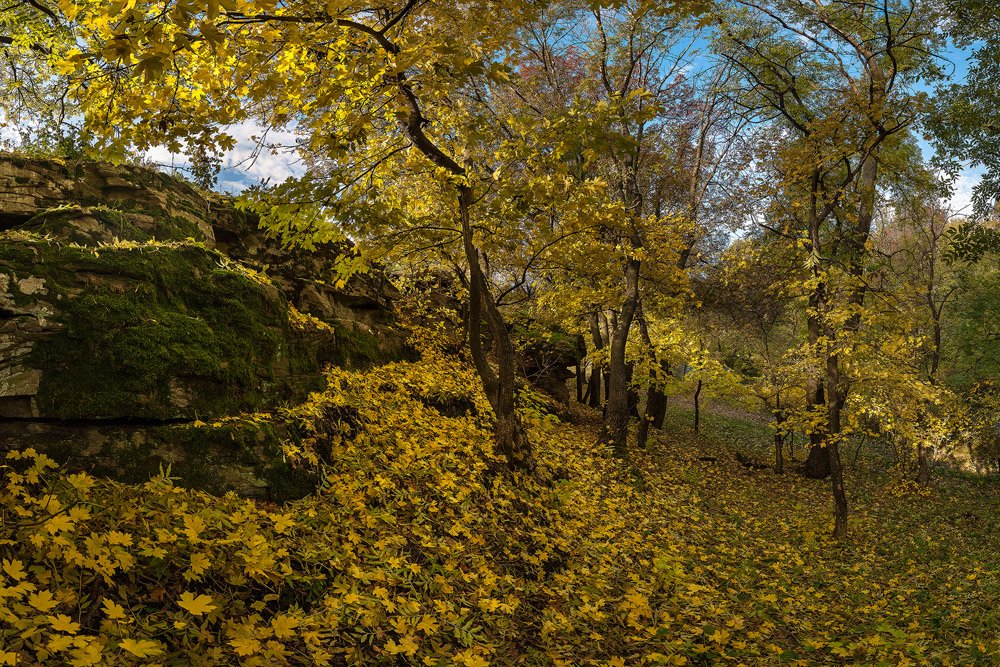
Регіональний ландшафтний парк Зуївський. 12 жовтня 2013 року
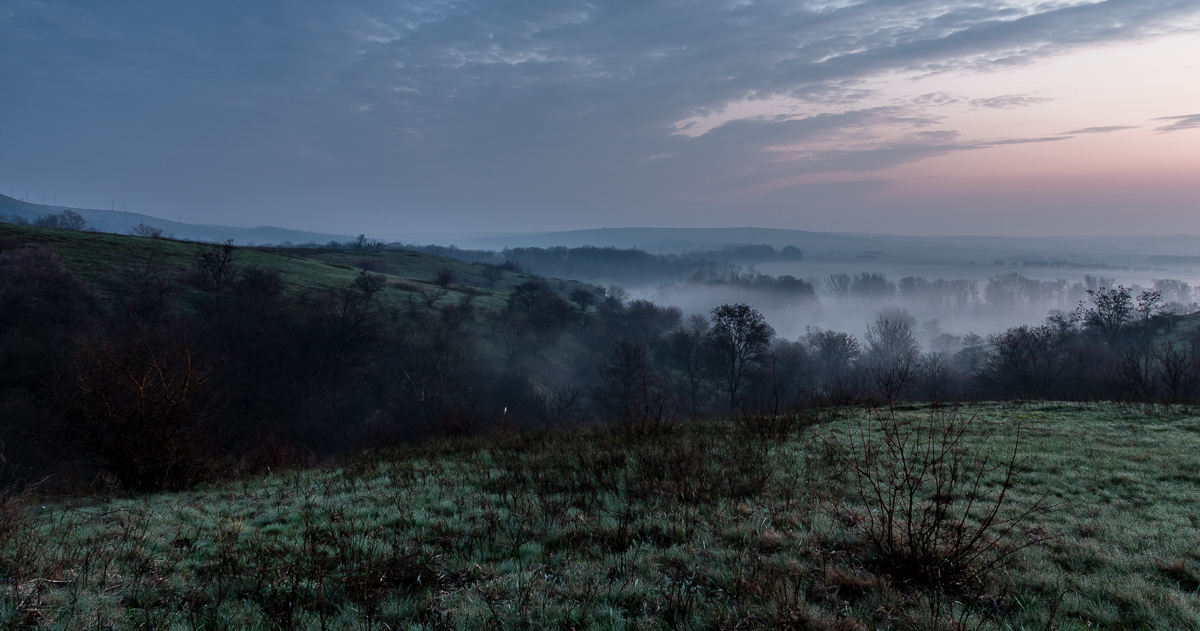
Зуївка. 14 квітня 2013 року
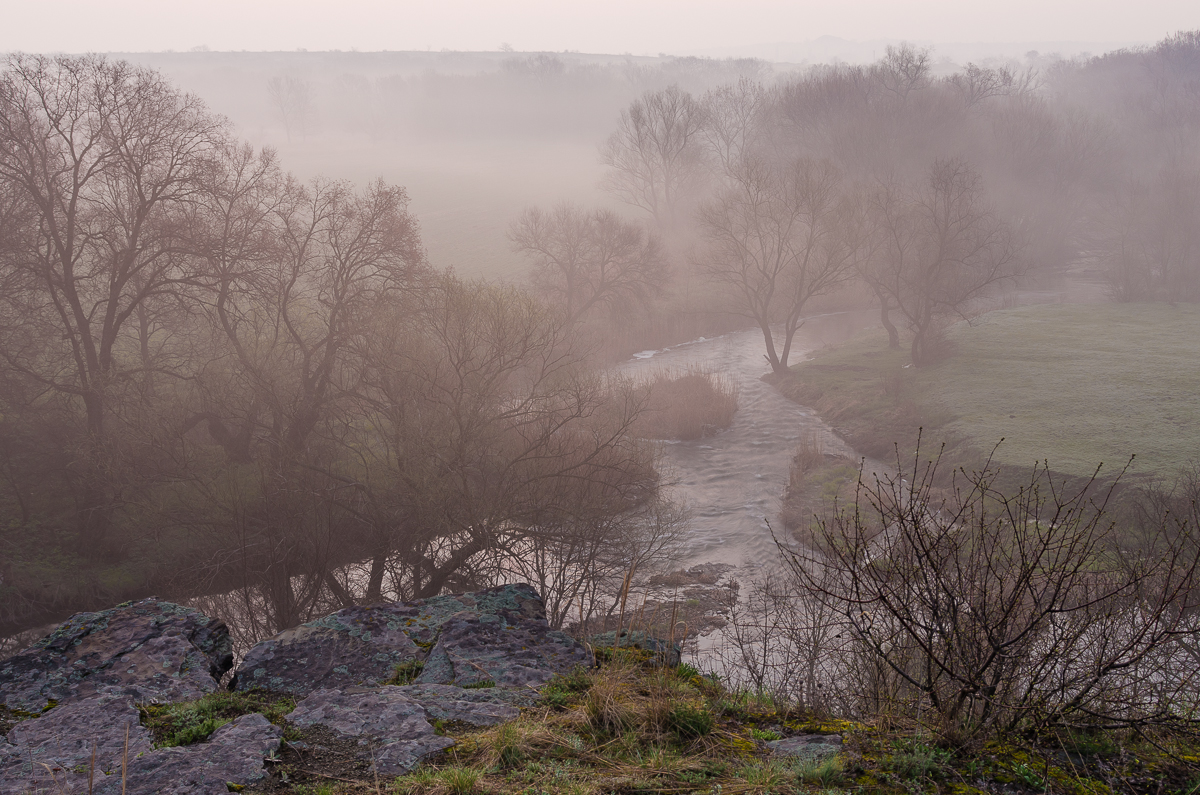
Зуївка, річка Кринка. 14 квітня 2013 року
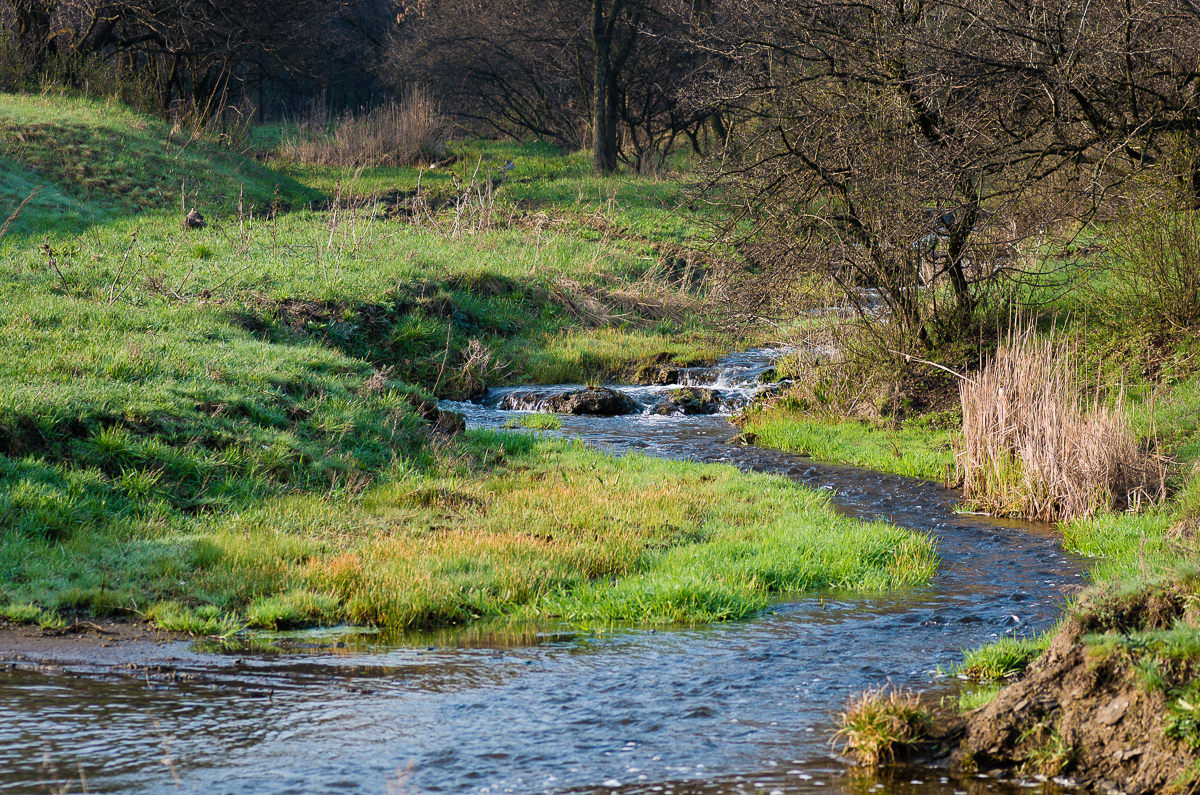
Зуївка, річка Кринка. 14 квітня 2013 року